# 天野優志
天野 優志（あまの やすし）は、日本のライトノベル作家である。

## 概要
2019年にHJネット小説大賞2019で自身の作品『時給12億円のニート参上! 使っても無くならない財布を拾ったけど、お金の使い方が分かりません』が受賞を果たしている。

## 書籍化作品
- 『超強力な土魔法使いの実力。土建チートで巨大建造物を作って世界を変えてしまっています』シリーズ（イラスト: Tea、UGnovels〈英和出版社〉）[3]
- 『外れスキル『予報』が進化して『言ったら実現』になる件☆レンガ・レンガ・レンガ！でスローライフしてます』（イラスト: Ixy、UGnovels〈英和出版社〉）[4]
- 『時給12億円のニート参上! 使っても無くならない財布を拾ったけど、お金の使い方が分かりません』シリーズ（イラスト: 黒獅子、HJ文庫〈ホビージャパン〉）[5]